# Eugen Wiedmaier
Eugen Wiedmaier (* 16. November 1900 in Zuffenhausen; † 14. März 1940 in Ludwigsburg) war ein deutscher Politiker (KPD) und Widerstandskämpfer gegen den Nationalsozialismus. 

## Leben
Nach dem Besuch der Volksschule absolvierte Wiedmaier eine kaufmännische Ausbildung und war bis 1932 als kaufmännischer Angestellter in verschiedenen Betrieben tätig. 1918 wurde Wiedmaier zunächst Mitglied der SPD, dann der USPD und 1919 der KPD. Wiedmaier gehörte zu den Mitbegründern der Freien Sozialistischen Jugend in Württemberg. Die Württemberger Jungkommunisten wählten ihn 1920 zum Politischen Leiter ihrer Bezirksorganisation. 1922 wurde er in die Zentrale des KJVD gewählt und war dort Sekretär für antimilitaristische Arbeit. Während der Ruhrbesetzung entsandte ihn die Zentrale des KJVD als Instrukteur ins Ruhrgebiet. Nachdem er einige Monate als Sekretär der KJVD-Bezirksleitung Ruhrgebiet fungiert hatte, war Wiedmaier anschließend für die Anleitung der KJVD-Bezirksleitungen Saar, Pfalz und Württemberg verantwortlich. 1923 heiratete er die ebenfalls aus Zuffenhausen stammende Kommunistin Maria Siegloch (1896–1977). 1924 berief das Zentralkomitee der KPD Eugen Wiedmaier nach Berlin. Hier wirkte er bis 1929 als Mitglied der KPD-Bezirksleitung Berlin-Brandenburg und als Politischer Leiter des Unterbezirks Berlin-Tempelhof. Während seiner Tätigkeit in Berlin wuchs der Einfluss der kommunistischen Betriebszellen in den Großbetrieben wie der C. Lorenz AG, der Fritz Werner AG, R. Stock & Co. und Daimler-Benz. 1929/1930 war er Politischer Sekretär der KPD-Bezirksleitung Danzig und 1931/1932 der KPD-Bezirksleitung Schlesien. 1932 fungierte er als Organisationssekretär der KPD-Bezirksleitung Württemberg.

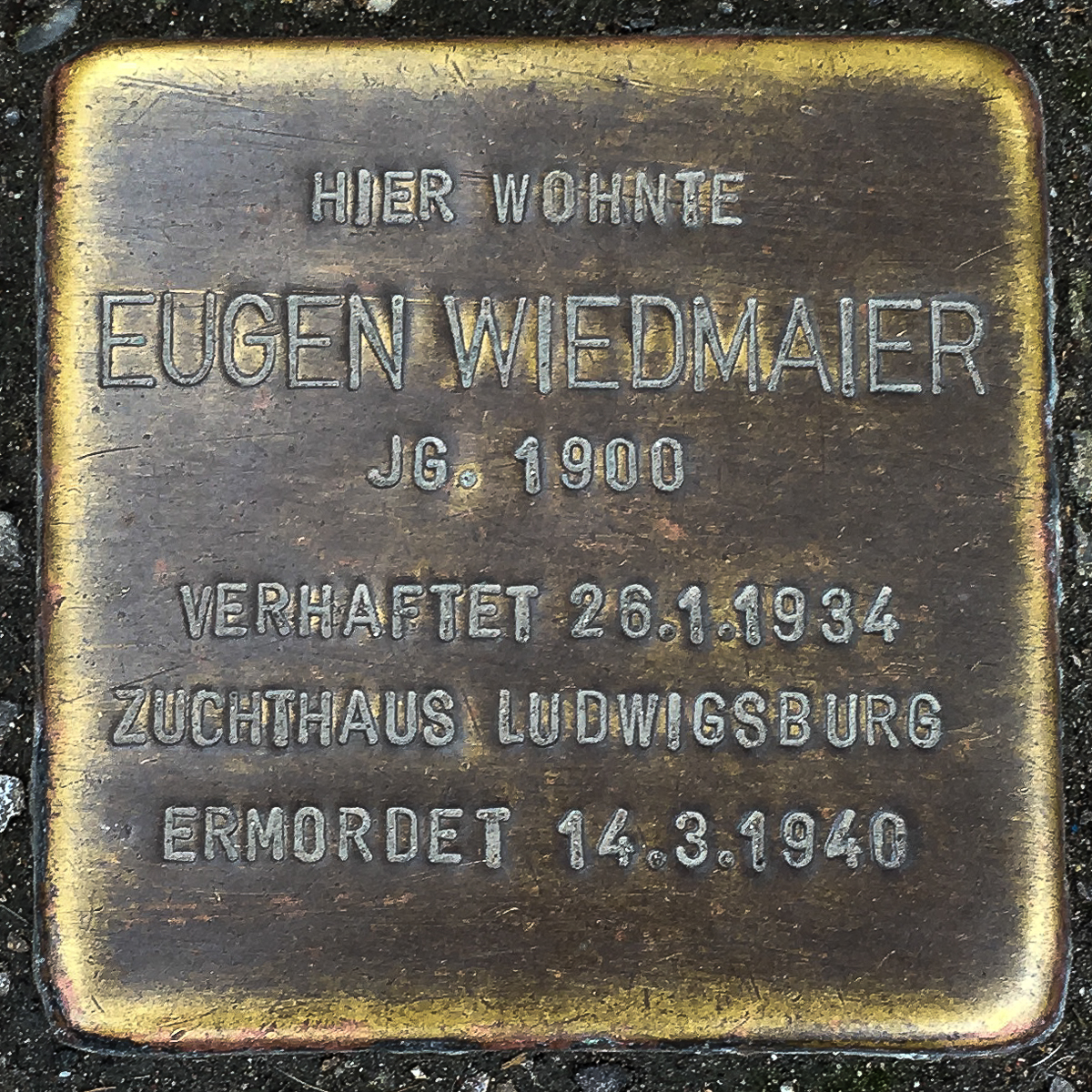
Stolperstein für Wiedmaier in der Stuttgarter Marconistraße

Nach der „Machtergreifung“ durch die Nationalsozialisten 1933 war Wiedmaier als Instrukteur des ZK der KPD für die Bezirksorganisationen in Mitteldeutschland tätig. Er wirkte als Politischer Sekretär der Parteiorganisation in Magdeburg, danach in Thüringen und später als Instrukteur in Baden. Am 26. Januar 1934 wurde er während einer Zusammenkunft mit anderen Funktionären in Karlsruhe verhaftet. Im Dezember 1934 wurde er wegen „Vorbereitung zum Hochverrat“ vom Oberlandesgericht Karlsruhe zu zweieinhalb Jahren Zuchthaus verurteilt. Mit ihm zusammen wurden auch Gustav Kappler, Leiter der illegalen RGO in Mannheim, und Karl Harth, ehemaliges KPD-Stadtratsmitglied in Ludwigshafen am Rhein, verurteilt. Noch während seiner Haftzeit strengte die NS-Justiz 1936 einen neuen Prozess gegen Wiedmaier an und verhängte eine Strafe von insgesamt zwölfeinhalb Jahren Zuchthaus. Nach sechs Jahren Einzelhaft wurde Wiedmaier 1940 im Zuchthaus Ludwigsburg  ermordet.